# Blenheim River
Der Blenheim River ist ein Fluss im Norden von Dominica im Parish Saint Andrew.

## Geographie
Der Blenheim River entsteht aus dem Zusammenfluss von Palmasonian River und weiteren Bächen im Gebiet von Lorme Estate (Dos d'Âne), direkt an der Grenze zum Parish St. John auf ca. 100 m über dem Meer. Er erhält zahlreiche bedeutende Zuflüsse und verläuft in stark mäandrierendem Verlauf nach Osten. Er markiert die Südgrenze des Paix Bouche und verfügt durch seine Zuflüsse über ein umfangreiches Einzugsgebiet. Er ist ca. 4,6 km lang.
Der Blenheim River erhält zahlreiche Zuflüsse, die selbst recht bedeutend sind. Von Osten nach Westen sind dies:
Camps Elysees River (links, Norden), Grand Riviére (l, N), Moutine Ravine (rechts, Süden), Boulisst River (l, N), Dunkin Ravine (r, S), Beauplan River (r, S) und Bras de Fort River (Batibou River, r, S). Im Unterlauf verläuft der Fluss teilweise parallel zum nördlich verlaufenden White Friars River, einem Zufluss des Thibaud River.
Im Osten schließen sich die Einzugsgebiete von Torité River, Anse du Mé River und anderen an, während nach Westen die Wasserscheide zu den Flüssen der Westküst, vor allem Barry River, Indian River und Picard River.